# Pomeriggio Cinque News
Pomeriggio Cinque News è stato un programma televisivo italiano e spin-off di Pomeriggio Cinque di genere talk show, rotocalco, contenitore e costume, andato in onda su Canale 5 e in simulcast su TGcom24 dal 20 dicembre 2021 all'11 luglio 2025 con la conduzione di Simona Branchetti fino al 30 agosto 2024, di Dario Maltese dal 16 dicembre 2024 al 3 gennaio 2025 e di Alessandra Viero dal 9 giugno all'11 luglio 2025. Il programma ha avuto quattro edizioni e veniva trasmesso in diretta dal lunedì al venerdì dallo studio 15 del Centro di produzione Mediaset di Cologno Monzese (nella prima edizione) e dallo studio 1 del Centro Safa Palatino di Roma (dalla seconda alla quarta edizione).

## Il programma
Il programma, nato come spin-off di Pomeriggio Cinque (in onda su Canale 5 dal 1º settembre 2008) e come rotocalco di approfondimento quotidiano in onda dal lunedì al venerdì nella fascia pomeridiana di Canale 5, era realizzato dalla testata giornalistica italiana Videonews e trattava le vicende legate all'attualità, alla cronaca, alla politica, all'economia, alla società, allo spettacolo e al gossip, con l'ausilio di servizi, della corrispondenza degli inviati e della presenza di ospiti e opinionisti in studio e in collegamento, pronti ad intervenire sulle varie tematiche.

### Studi televisivi
| Studio televisivo                                              | Edizioni | Edizioni | Edizioni | Edizioni | Totale |
| Studio televisivo                                              | 1ª       | 2ª       | 3ª       | 4ª       | Totale |
| -------------------------------------------------------------- | -------- | -------- | -------- | -------- | ------ |
| Studio 15 del Centro di produzione Mediaset di Cologno Monzese |          |          |          |          | 1      |
| Studio 1 del Centro Safa Palatino, Roma                        |          |          |          |          | 3      |

## Edizioni
| Edizione | Anno      | Conduzione        | Periodo          | Periodo         | Puntate | Regia            | Regia            | Regia            | Studio                                                         |
| Edizione | Anno      | Conduzione        | Inizio           | Fine            | Puntate | Regia            | Regia            | Regia            | Studio                                                         |
| -------- | --------- | ----------------- | ---------------- | --------------- | ------- | ---------------- | ---------------- | ---------------- | -------------------------------------------------------------- |
| 1ª       | 2021-2022 | Simona Branchetti | 20 dicembre 2021 | 14 gennaio 2022 | 20      | Giovanni Barbaro | Giovanni Barbaro | Giovanni Barbaro | Studio 15 del Centro di produzione Mediaset di Cologno Monzese |
| 2ª       | 2024      | Simona Branchetti | 17 giugno 2024   | 30 agosto 2024  | 54      | Donato Pisani    | Daniele Biggiero | Giovanni Caccamo | Studio 1 del Centro Safa Palatino, Roma                        |
| 3ª       | 2024-2025 | Dario Maltese     | 16 dicembre 2024 | 3 gennaio 2025  | 12      | Andrea D'Asaro   | Andrea D'Asaro   | Giovanni Caccamo | Studio 1 del Centro Safa Palatino, Roma                        |
| 4ª       | 2025      | Alessandra Viero  | 9 giugno 2025    | 11 luglio 2025  | 25      | Andrea D'Asaro   | Andrea D'Asaro   | Non presente     | Studio 1 del Centro Safa Palatino, Roma                        |

### Prima edizione (2021-2022)
La prima edizione di Pomeriggio Cinque News, con la conduzione di Simona Branchetti, è andata in onda dal 20 dicembre 2021 al 14 gennaio 2022, dal lunedì al venerdì dalle 17:25 alle 18:45, in diretta dallo studio 15 del Centro di produzione Mediaset di Cologno Monzese. In questa edizione la regia è stata affidata a Giovanni Barbaro. La rubrica dell'oroscopo, curata da Ada Alberti, andava in onda ogni venerdì nell'ultimo segmento del programma.
Dal 20 dicembre 2021 al 14 gennaio 2022 la suddivisione in segmenti è stata la seguente:
- 17:25-17:40 Pomeriggio Cinque News - Anteprima
- 17:45-18:25 Pomeriggio Cinque News
- 18:30-18:45 Pomeriggio Cinque News - I Saluti

Alle 17:21 veniva trasmessa l'anteprima del programma, che durava meno di un minuto.

### Seconda edizione (2024)
La seconda edizione di Pomeriggio Cinque News, con la conduzione di Simona Branchetti, è andata in onda dal 17 giugno al 30 agosto 2024, dal lunedì al venerdì dalle 17:00 alle 18:45, in diretta dallo studio 1 del Centro Safa Palatino di Roma. In questa edizione la regia è stata affidata a Donato Pisani fino al 28 giugno 2024 (sostituito da Giovanni Caccamo il 19 giugno 2024), a quest'ultimo dal 1º al 12 e dal 29 luglio al 2 agosto e a Daniele Biggiero dal 15 al 26 luglio e dal 5 al 30 agosto. La puntata di giovedì 15 agosto 2024 non è andata in onda in occasione della festività di Ferragosto.
Dal 17 giugno al 30 agosto 2024 la suddivisione in segmenti è stata la seguente:
- 17:00-17:35 Pomeriggio Cinque News - Prima parte
- 17:40-18:20 Pomeriggio Cinque News - Seconda parte
- 18:25-18:45 Pomeriggio Cinque News - I Saluti

Tra le 16:42 e le 16:50 veniva trasmessa l'anteprima del programma, che durava meno di un minuto.

### Terza edizione (2024-2025)
La terza edizione di Pomeriggio Cinque News, con la conduzione di Dario Maltese, è andata in onda dal 16 dicembre 2024 al 3 gennaio 2025, dal lunedì al venerdì dalle 17:05 alle 18:45 (ad eccezione delle puntate del 2 e del 3 gennaio 2025, che sono andate in onda fino alle 18:55), in diretta dallo studio 1 del Centro Safa Palatino di Roma. In questa edizione la regia è stata affidata ad Andrea D'Asaro (sostituito da Giovanni Caccamo il 2 e il 3 gennaio 2025).
Dal 16 dicembre 2024 al 3 gennaio 2025 la suddivisione in segmenti è stata la seguente:
- 17:05-17:35 Pomeriggio Cinque News - Prima parte
- 17:40-18:20 Pomeriggio Cinque News - Seconda parte
- 18:25-18:45 Pomeriggio Cinque News - I Saluti

Tra le 16:40 e le 16:56 veniva trasmessa l'anteprima del programma, che durava meno di un minuto.

### Quarta edizione (2025)
La quarta edizione di Pomeriggio Cinque News, con la conduzione di Alessandra Viero, è andata in onda dal 9 giugno all'11 luglio 2025, dal lunedì al venerdì dalle 17:05 alle 18:45 (fino al 2 luglio 2025, ad eccezione delle puntate del 3, del 4 e del 7 luglio che sono andate in onda dalle 16:50 alle 18:45, della puntata dell'8 luglio dalle 16:45 alle 18:45 e delle puntate dal 9 all'11 luglio dalle 16:40 alle 18:45), in diretta dallo studio 1 del Centro Safa Palatino di Roma.
Dal 9 giugno al 2 luglio 2025 la suddivisione in segmenti è stata la seguente:
- 17:05-17:35 Pomeriggio Cinque News - Prima parte
- 17:40-18:20 Pomeriggio Cinque News - Seconda parte
- 18:25-18:45 Pomeriggio Cinque News - I Saluti

Tra le 16:44 e le 16:53 veniva trasmessa l'anteprima del programma, che durava meno di un minuto.
Il 3, il 4 e il 7 luglio 2025 la suddivisione in segmenti è stata la seguente:
- 16:50-17:30 Pomeriggio Cinque News - Prima parte
- 17:35-18:20 Pomeriggio Cinque News - Seconda parte
- 18:25-18:45 Pomeriggio Cinque News - I Saluti

Tra le 16:38 e le 16:41 veniva trasmessa l'anteprima del programma, che durava meno di un minuto.
Solamente per l'8 luglio 2025 la suddivisione in segmenti era stata la seguente:
- 16:45-17:30 Pomeriggio Cinque News - Prima parte
- 17:35-18:20 Pomeriggio Cinque News - Seconda parte
- 18:25-18:45 Pomeriggio Cinque News - I Saluti

Alle 16:34 veniva trasmessa l'anteprima del programma, che durava meno di un minuto.
Dal 9 all'11 luglio 2025 la suddivisione in segmenti è stata la seguente:
- 16:40-17:30 Pomeriggio Cinque News - Prima parte
- 17:35-18:20 Pomeriggio Cinque News - Seconda parte
- 18:25-18:45 Pomeriggio Cinque News - I Saluti

Tra le 16:28 e le 16:31 veniva trasmessa l'anteprima del programma, che durava meno di un minuto.

## Audience
| Edizione | Rete televisiva | Rete televisiva | Anno      | Stagione         | Orario      | Durata  | Programmazione | Programmazione | Programmazione | Programmazione | Programmazione | Programmazione | Programmazione | Collocazione | Media auditel  | Media auditel |
| Edizione | Locale          | Simulcast       | Anno      | Stagione         | Orario      | Durata  | L              | M              | M              | G              | V              | S              | D              | Collocazione | Telespettatori | Share         |
| -------- | --------------- | --------------- | --------- | ---------------- | ----------- | ------- | -------------- | -------------- | -------------- | -------------- | -------------- | -------------- | -------------- | ------------ | -------------- | ------------- |
| 1ª       | Canale 5        | TGcom24         | 2021-2022 | inverno          | 17:25-18:45 | 80 min  |                |                |                |                |                |                |                | Day-time     | 1 712 000      | 11,70%        |
| 2ª       | Canale 5        | TGcom24         | 2024      | primavera-estate | 17:00-18:45 | 105 min | 1 074 000      | 13,60%         |                |                |                |                |                | Day-time     |                |               |
| 3ª       | Canale 5        | TGcom24         | 2024-2025 | autunno-inverno  | 17:05-18:45 | 100 min | –              | –              |                |                |                |                |                | Day-time     |                |               |
| 4ª       | Canale 5        | TGcom24         | 2025      | primavera-estate | 17:05-18:45 | 100 min | –              | –              |                |                |                |                |                | Day-time     |                |               |

## Ospiti e opinionisti ricorrenti
Ci sono stati vari opinionisti, che discutevano argomenti di attualità, cronaca, società, politica, spettacolo e costume, tra cui gli opinionisti ricorrenti principali sono stati: Alessandro Cecchi Paone, Andrea Dianetti, Andrea Lo Cicero, Anna Pettinelli, Antonio Caprarica, Beatrice Luzzi, Bruno Vespa, Candida Morvillo, Cesara Buonamici, Hoara Borselli, Mario Giuliacci, Nathaly Caldonazzo, Paolo Del Debbio, Roberto Poletti, Rosanna Cancellieri, Samantha de Grenet, Susanna Messaggio, Vladimir Luxuria, Biagio D'Anelli, Caterina Collovati, Concita Borrelli, Cosimo Schena, Davide Maggio, Fabrizio Pregliasco, Federico Gatti, Giorgia Venturini, Margherita Barbieri, Matteo Bassetti, Patrizia Groppelli, Roberto Alessi, Sara Manfuso, Stefano Zurlo.

## Sigla
Nella prima edizione era stata utilizzata una videosigla simile a quella della quattordicesima edizione del programma originale, composta da Marco Arata. Nella seconda edizione è stata utilizzata una nuova videosigla simile a quella della sedicesima edizione del programma originale, composta da Francesco Andreoli la quale si differenzia solo nei colori. Anche nella terza edizione è stata utilizzata una videosigla simile, anche qui con colori differenti e con palline natalizie, stelle e fiocchi di neve. Nella quarta edizione è stata usata la stessa sigla della seconda edizione dove si è differenziato solo nei colori.